# Right Here (Departed)
"Right Here (Departed)" är en pop-inspirerad R&B-låt framförd av den amerikanska sångerskan Brandy. Den skrevs och producerades av Rodney "Darkchild" Jerkins och "The Camp"-medlemmarna Evan "Kidd" Bogart, Victoria Horn, Erika Nuri, och David "DQ" Quiñones för Brandys femte studioalbum Human (2008). Efter Jerkins frånvaro på sångerskans föregående studioalbum, 2004 års kritikerrosade Afrodisiac, blev "Right Here" ett av de första spåren som Brandy och Rodney åter jobbade på tillsammans sedan 2002. Trots att den inte spelades in förrän sent inom produktionen av Human blev låten albumets ledmotiv. Sångtexten handlar om en bortgången kvinnas kärlek till sina anhöriga.
Låten var albumets huvudsingel och Brandys första utgivning hos Epic Records efter att ha bytt från Atlantic Records år 2005. Den hade premiär på Brandys officiella webbplats den 13 augusti 2008. Sångerskans första singel på över fyra år premiärsändes officiellt på amerikanska radiostationer den 25 augusti 2008 och hade sedan en stor release mellan september 2008 och mars 2009 på de flesta internationella territorier. "Right Here" blev en måttlig succé i USA, med en 34:e plats på USA:s Billboard Hot 100 och blir därmed en av hennes lägsta noteringar på den topplistan. På R&B-listan Hot R&B/Hip-Hop Songs nådde låten en 22:a plats och markerade sångerskans lägst listpresterande huvudsingel hittills på den topplistan. I Europa hade singeln större framgång och blev Brandys högst-listpresterande singel sedan 2002s "Full Moon". I Sverige är låten till dato en av Brandys största hits.
En medföljande musikvideo för "Right Here" regisserades av Little X och filmades i Los Angeles, Kalifornien, under augusti 2008. Videon klättrade till toppen på BET:s 106 & Park Countdown och rankades senare som nummer 67 på BET: Notarized Top 100 videos of 2008.  

## Bakgrund och utgivning
I juni 2004 släpptes Norwoods fjärde studioalbum Afrodisiac via Atlantic Records. Skivan rosades av musikkritiker men hade enbart måttliga kommersiella framgångar jämfört med Norwoods föregående album. Afrodisiac gick in på tredjeplatsen på amerikanska Billboard 200 och misslyckades att nå någon högre försäljning utanför USA. Huvudsingeln "Talk About Our Love", som gästades av rapparen Kanye West, nådde sjätteplatsen i Storbritannien men senare singlar tog sig aldrig till några högre placeringar på majoriteten av de internationella singellistorna. Följande år, efter elva år hos Atlantic, bad Norwood om att få lämna bolaget med en önskan att få "gå vidare" som en av huvudanledningarna bakom beslutet. För att fullfölja sitt kontrakt med bolaget släpptes sångarens första samlingsalbum, The Best of Brandy, år 2005. En tid senare började hon att leta efter ett nytt skivkontrakt och påbörjade arbetet på ett femte studioalbum med en större mängd låtskrivare och producenter än tidigare.
Utgivningen av "Right Here (Departed)" kom att betraktas som en comeback för Norwood, som inte gett ut någon musik på över fyra år. Låten hade premiär via Norwoods officiella webbplats den 13 augusti 2008. "Right Here (Departed)" skickades till popradio den 16 september. Singeln och en ringsignal släpptes den 26 augusti samma år.

## Inspelning och remixversioner
"Right Here (Departed)" skrevs av Evan "Kidd" Bogart och hans grupp "The Writing Team" som inkluderar Victoria Horn, Erika Nuri, David Quiñones och Evan Bogart. Efter Jerkins frånvaro på Afrodisiac, blev låten en av de första som han jobbade på tillsammans med Norwood. Trots att den inte spelades in förrän sent inom produktionen av Human blev låten albumets ledmotiv. Efter att ha hört den slutgiltiga versionen av spåret övertygades Norwood och hennes team att ersätta den dåvarande chefsproducenten Brian Kennedy med Jerkins. Låten spelades in av Mike "Handz" Donaldson och Paul Foley vid 2nd Floor Studios i Los Angeles, Kalifornien. Stycket ljudmixades av Jerkins och Manny Marroquin vid Larrabee Studios i North Hollywood, Kalifornien med assistans från Chris Plata och Erik Madrid.
"Right Here (Departed)" skapades inte för Norwood direkt i åtanke men Bogart avslöjade i en intervju att han var "hedrad" över att deras låt valdes ut som sångerskans första singel: "Den är verkligen en bra comebacklåt för henne, både stilistiskt och konceptuellt". Erika Nuri fortsatte: "Det är verkligen en heder och välsignelse, speciellt när vi vet hur många andra låtskrivare och producenter som ville göra samma sak. Jag är övertygad om att "Right Here" är en perfekt comeback för henne. En låt för hennes gamla fans men även för nya yngre människor som aldrig har hört henne förut".
En remix av "Right Here" med rapparen The Game, gavs ut i november 2008. Samtidigt läckte en annan officiell remix ut på internet tillsammans med Sean Kingston.

## Komposition och låttext
"Right Here (Departed)" är en pop och R&B-låt i midtempo som pågår i tre minuter och trettioåtta sekunder (3:38). En upprepande piano-sampling utgör styckets "stomme" och, enligt Talia Kraines från BBC, gav den låten en "gospel-känsla". Låttexten handlar om en kvinnas kärlek och stöd till sina anhöriga och var inspelad med terapeutisk bakgrund. Norwood meddelade att bilolyckan som hon var inblandad i var en av orsakerna till att hon inkluderade låten på albumet. "Att veta att man alltid har någon där för en, är tröstande och ger större självkänsla" förklarade hon och fortsatte: "Det är det som jag älskar med låten; först dess meddelande och sen känner man takterna och kommer in i den musikaliska delen av det hela. Jag tror att alla kommer att kunna relatera till låten. Den är universell." Låten har ett intro med Jerkins där han meddelar: "B Rocka, Darkchild, we back" därefter fortsätter Norwood med ett "retro-influerat" stycke där hon upprepar "oh, oh, oh,". People.com beskrev låtens första verser; "When your life is going too fast/ Off the train tracks/ I can slow it down" som extra "uppmuntrande" och gav låten ett "personligt perspektiv". I en intervju om hur låten kom till sa Norwood:

"Att han gav mitt sound till andra och hur jag än kände över det så tog det ändå inte ifrån allt han har gjort för mig. Han har alltid gett mig sitt bästa. Han mailade mig flera gånger om att han hade den 'perfekta låten'. Jag svarade typ 'LOL, säkert'. Jag trodde inte på honom först för det verkade som en dröm som aldrig nånsin skulle förverkligas."

Trots att Norwood beskrev stycket som en "äkta Brandy-låt", blev låten en artistisk stiländring för Norwood som övergav föregångarens "råa hiphop-sound" för ett "upplyftande" pop-sound. I en intervju sa Norwood: "När vi spelade in tillsammans denna gång var det en magisk upplevelse. Den är lite annorlunda än våra gamla låtar men vi är tillbaks, och jag lämnar aldrig Rodney igen". Tidskriften Vibe Magazine beskrev "Right Here" som en powerballad och en "graciös återkomst" till hennes "melodiösa stil". I en intervju om "Right Here (Departed)" sa Jerkins:

"Det är en låt som har många olika pulsar, den har en drivkraft, en varm drivkraft som alltid varit en del av mig, du vet, ett av mina kännetecken från min början som producent."

## Mottagande

### Kritikers respons
Låten fick generellt positivt bemötande från kritiker. Alex Macpherson från tidningen The Guardian, menade att låten var albumets bästa; "Brandy vänder ansiktet mot världen i 'Departed'." Los Angeles Times skribenten Mikael Wood, som inte alls var nöjd med Human generellt, citerade "Right Here (Departed)" som en av de få höjdpunkterna på skivan, "En medryckande första singel som lyckas att tona ner Brandys introspektion och öka dansfaktorn".
Nyhetsrecensenten Glenn Gamboa skrev: "Med hjälp av producenten Rodney Jerkins utstrålar Brandy värme och hopp genom låten- inte naivt som från någon som inte vet bättre utan beslutsamt från någon som gör det. Hennes levererande på upptempo-spåret 'Right Here (Departed)' reflekterar dessa val. Hon försöker inte bevisa sin sångtalang med en massa röstakrobatik och glassig produktion utan endast med melodin och stämningen [...]".

### Kommersiell prestation
Den 27 september 2008 debuterade låten på plats 83 på USA:s singellista Billboard Hot 100 och blev den veckans fjärde högst debuterande musiksingel. Trots att låten föll fyra placeringar följande vecka steg singeln sedan långsamt vecka för vecka och nådde slutligen sin topp-position: en 34:e plats följt av albumets release den 9 december. På Billboards förgreningslistor, klättrade låten till förstaplatsen på danslistan Hot Dance Club Play (vilket blev Brandys första singel att göra så) och nummer 22 på både USA:s R&B-lista Hot R&B/Hip-Hop Songs och Pop 100.
I Kanada blev "Right Here (Depared)" Brandys största listframgång sedan 2002 års "What About Us?". Låten debuterade på plats 95 på Canadian Hot 100, föll ur listan en vecka efteråt, men återkom en månad senare och steg slutligen till sin topposition; en 39:e plats. I Europa steg den till en tjugofjärde placering på Eurochart Hot 100 och tog sig till topp-tio i Frankrike där den blev en smash-hit och hennes bästsäljande singel-försök på över tio år. Låten tog sig till en sjunde plats på landets singellista endast baserat på digitala nedladdningar. Efter det låg låten kvar över topp-100 på listan i över 37 veckor. Utöver detta låg "Departed" även över topp-40 på listorna i Österrike, Belgien, Bulgarien, Danmark och Tyskland och sålde mer än någon av singlarna utgivna från Brandys förra album Afrodisiac. Utan att göra uppträdanden eller besöka Sverige, klättrade låten ändå till en 22:a plats på Sverigetopplistan och blir följaktligen en av sångerskans största hits i landet till dato.

## Musikvideo
Musikvideon för "Right Here (Departed)", Brandys första samarbete med kanadensiske regissören "Little X", filmades den 17 augusti 2008 i Los Angeles. Videon spelades till största del in framför en greenscreen. Rodney Jerkins och sångerskans yngre bror, artisten Ray J medverkar i videons första sekvenser. Sångerskans kärleksintresse spelas av Cory Hardrict. Dess produktion följdes av BET:s dokumentär-TV-serie Access Granted och videon hade slutligen premiär den 3 september 2008, i det sista avsnittet. Online hade videon premiär 15:00 på Yahoo Music.
Videons koncept inspirerades av flera olika idéer. Brandy förklarade att videons styrka var Little X:s förmåga att göra den så "riktig" som möjligt. Dess koncept bygger på att sångerskan spelar en ängel som kommer ner till jorden för att trösta sin familj och poppar upp överallt medan hon sjunger för dem. Videon baserades en aning på sciencefiction-filmen I Am Legend. "Man kan ta det som att jag sjunger om en vän, mamma, broder, syster eller vad som helst- den är universell på det viset. I vissa delar syns jag alldeles själv på gatan och det är ganska coolt. Jag är väldigt exalterad över den." En scen där Brandy interagerade med en liten flicka som visades i BET:s Access Granted uteslöts dock från den slutgiltiga videon.
Musikvideon blev en hit både på BET och MTV. Den 31 oktober nådde den till första platsen på BET:s 106 & Park Countdown. Utöver detta rankades videon som nummer 69 på BET: Notarized Top 100 videos of 2008.

## Format och låtlistor
| Amerikansk promo CD-remixer 1. "Right Here (Departed)" (Seamus Haji & Paul Emanuel club mix) – 8:53 2. "Right Here (Departed)" (Moto Blanco club mix) – 6:52 3. "Right Here (Departed)" (Mad decent mad right mix) – 4:36 4. "Right Here (Departed)" (Seamus Haji & Paul Emanuel radio edit) – 4:08 5. "Right Here (Departed)" (Moto Blanco radio edit) – 3:35 6. "Right Here (Departed)" (Seamus Haji & Paul Emanuel dub mix) – 7:09 7. "Right Here (Departed)" (Moto Blanco dub mix) – 7:01 Amerikansk promo-CD 1. "Right Here (Departed)" (main version) – 3:39 2. "Right Here (Departed)" (piano intro version) – 3:41 3. "Right Here (Departed)" (instrumental) – 3:40 | Fransk CD-singel 1. "Right Here (Departed)" (album version) 2. "Right Here (Departed)" (piano intro version) German basic CD 1. "Right Here (Departed)" (main version) – 3:39 2. "Right Here (Departed)" (remix, featuring Sean Kingston) – 3:41 Tysk premium CD 1. "Right Here (Departed)" (main version) 2. "Gonna Find My Love" 3. "Right Here (Departed)" (Moto Blanco club mix) – 6:52 4. "Right Here (Departed)" (Seamus Haji & Paul Emanuel dub mix) – 7:09 5. "Right Here (Departed)" (music video) – 3:39 |

## Medverkande
| - Sång: Brandy Norwood - Sångproduktion: LaShawn Daniels - Inspelning: Mike Donaldson, Paul Foley - Producent: Rodney "Darkchild" Jerkins | - Arrangemang och överföring: R. Jerkins - Ljudmix: Manny Marroquin, R. Jerkins, Chris Plata, Erik Madrid - Justering: Brian Gardner |

## Listplaceringar
| Lista (2008–09)                      | Högsta placering |
| ------------------------------------ | ---------------- |
| Austrian Singles Chart               | 27               |
| Belgian Singles Chart (Wallonia)     | 32               |
| Canadian Hot 100                     | 39               |
| Danish Singles Chart                 | 30               |
| Eurochart Hot 100 Singles            | 25               |
| French Singles Chart                 | 7                |
| German Singles Chart                 | 39               |
| German Black Chart                   | 2                |
| Japan Hot 100                        | 11               |
| Romanian Top 100                     | 70               |
| Swedish Singles Chart                | 22               |
| Swiss Singles Chart                  | 54               |
| U.S. Billboard Hot 100               | 34               |
| U.S. Billboard Hot R&B/Hip-Hop Songs | 22               |
| U.S. Billboard Hot Dance Club Play   | 1                |
| U.S. Billboard Pop 100               | 22               |

## Utgivningshistorik
| Region     | Format                         | Datum             |
| ---------- | ------------------------------ | ----------------- |
| USA        | rhythm/crossover radio         | 25 augusti 2008   |
| USA        | digital nedladdning            | 9 september 2008  |
| USA        | mainstream radio               | 23 september 2008 |
| Australien | digital nedladdning            | 12 september 2008 |
| Tyskland   | digital nedladdning            | 12 september 2008 |
| Schweiz    | digital nedladdning            | 12 september 2008 |
| England    | digital nedladdning            | 20 oktober 2008   |
| Frankrike  | CD-singel, digital nedladdning | 19 januari 2009   |
| Schweiz    | CD-singel, digital nedladdning | 19 januari 2009   |
| USA        | Remixsingel                    | 27 januari 2009   |
| Österrike  | CD-singel                      | 20 mars 2009      |
| Tyskland   | CD-singel                      | 20 mars 2009      |